# Battaglia di Carpi
La battaglia di Carpi ebbe luogo il 9 luglio 1701,a Carpi d'Adige ora di Villa Bartolomea, nel corso della Guerra di successione spagnola – di cui costituì il primo scontro – e vide fronteggiarsi l'Impero asburgico e il Regno di Francia.
Al combattimento prese parte, rimanendo anche leggermente ferito di striscio ad un ginocchio, il principe Eugenio di Savoia, che perse ben due cavalli, mentre tra gli altri partecipanti ricordiamo René de Froulay de Tessé, futuro maresciallo di Francia. La cruenta battaglia costrinse le truppe franco-ispanico-sabaude a ritirarsi, il 28 luglio, oltre il fiume Oglio. La sconfitta costò il comando al maresciallo di Francia Nicolas de Catinat de La Fauconnerie e costituì il preludio alla battaglia di Chiari.